# HMS Triumph (R16)
«Траємф» (англ. HMS Triumph (R16)) — британський легкий авіаносець часів Другої світової війни типу «Колоссус». Десятий корабель з такою назвою у складі ВМС Великої Британії.

## Історія створення
Авіаносець «Траємф» був закладений 27 січня 1943 року на верфі Hawthorn Leslie and Company. Спущений на воду 2 жовтня 1944 року, став до ладу 9 травня 1946 року.

## Історія служби
Авіаносець «Траємф» з лютого 1947 року по липень 1949 року ніс службу в Середземному морі. У вересні 1949 року переведений на Далекий Схід. У грудні 1949 року завдавав ударів по партизанських базах в Малайї.
З липня 1950 року авіаносець брав участь в Корейській війні. 3 липня 1950 року його літаки завдавали ударів в районі Пхеньяна, 2 серпня — в районі Інчхону. 
Надалі «Траємф» брав участь у завданні ударів по комунікаціях на східному узбережжі Північної Кореї, в обороні Пусанського плацдарму (серпень 1950 року), десантній операції в Інчхоні (вересень 1950 року).
25 вересня 1950 року авіаносець вирушив в Англію для ремонту, який тривав до 1951 року. Після ремонту він був перекласифікований в навчальний корабель. У лютому 1952 року «Траємф» використовувався для експериментів з кутовою палубою.

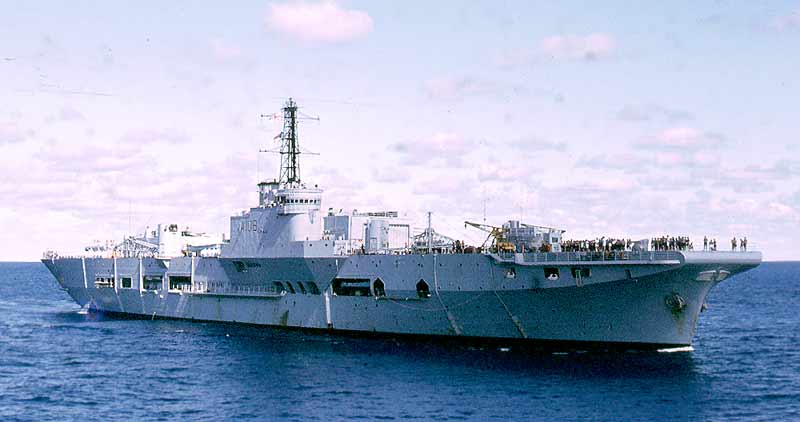
«Траємф» як плавуча майстерня

З 1956 року корабель переобладнали в плавучу майстерню і як таку використовували до січня 1965 року. 
У 1972 році корабель вивели в резерв. У 1980 році виключили зі списків флоту, у 1981 році продали на злам.